# André Fontes
André Filipe Pereira Fontes (sinh ngày 27 tháng 5 năm 1985 ở Tábua, Coimbra) là một cầu thủ bóng đá người Bồ Đào Nha thi đấu cho Gil Vicente F.C. ở vị trí tiền vệ.